# 4. grenadirski polk (Italija)
4. grenadirski polk Granatieri di Lombardia (izvirno italijansko 4° Reggimento Granatieri di Lombardia ) je (bil) grenadirski polk, ki je deloval v sestavi Kraljeve sardinske in Kraljeve italijanske kopenske vojske.

## Zgodovina
Polk je bil preoblikoval v 73. pehotni polk Lombardia.